# Hans Batz
Hans Batz (* 23. Oktober 1927 in Nürnberg; † 25. September 1986 ebenda) war ein deutscher Politiker (SPD).

## Leben und Beruf
Nach dem Schulbesuch absolvierte Batz eine Ausbildung zum Schreiner. Er wurde 1944 zur Wehrmacht eingezogen, nahm als Soldat am Zweiten Weltkrieg teil und geriet zuletzt in Gefangenschaft, aus der er 1946 entlassen wurde.
Nach seiner Entlassung aus der Kriegsgefangenschaft war Batz bis 1952 als Bau- und Möbelschreiner tätig. Er schulte anschließend zum Schweißer um, wurde bei der AEG in Nürnberg beschäftigt und war dort seit 1955 Mitglied des Betriebsrats.

## Partei
Batz schloss sich 1946 der SPD an und war später stellvertretender Vorsitzender des SPD-Bezirks Franken.

## Abgeordneter
Batz war von 1960 bis 1969 Ratsmitglied der Stadt Nürnberg. Bei der Bundestagswahl 1969 wurde er über ein Direktmandat des Wahlkreises Nürnberg-Nord in den Deutschen Bundestag gewählt, dem er bis 1980 angehörte. Von 1976 bis 1980 war er stellvertretender Vorsitzender des Bundestagsausschusses für Verkehr sowie des Bundestagsausschusses für das Post- und Fernmeldewesen.